# Dekanat Bytom
Dekanat Bytom − jeden z 16 dekanatów katolickich diecezji gliwickiej. 

## Parafie
W skład dekanatu wchodzi 10 parafii.
- Parafia św. Anny w Bytomiu
- Parafia św. Barbary w Bytomiu
- Parafia św. Jacka w Bytomiu
- Parafia św. Józefa Robotnika w Bytomiu
- Parafia Najświętszego Serca Pana Jezusa w Bytomiu
- Parafia Podwyższenia Krzyża Świętego w Bytomiu
- Parafia Świętej Trójcy w Bytomiu
- Parafia Wniebowzięcia Najświętszej Maryi Panny w Bytomiu
- Parafia św. Wojciecha w Bytomiu
- Parafia św. Michała Archanioła w Bytomiu-Suchej Górze

## Historia
Dekanat bytomski powstał w 1331 w wyniku wydzielenia części parafii dekanatu sławkowskiego. Oba dekanaty podlegały diecezji krakowskiej. Sprawozdanie z poboru świętopietrza z lat 1334-1342 w diecezji krakowskiej sporządzone przez Galharda z Cahors w dekanacie bytomskim (decanatus Bithomiensis) wymienia następujące parafie (lista ta była niepełna, zawierała jedynie dłużników): Wojkowice Kościelne (Woycowicz), Będzin (Bandin/Bandzen), Grodziec (Grodzecz/Grozecz), Koziegłowy (Cosseglow/Cosseglov), Mikulczyce (Niculczicz/Niculcicz), Siemonia (Symuna), Chorzów (Stary) (Cargow), Siewierz (Sevor), Bytom (św. Małgorzaty) (sancta Margareta), Ciągowice (Sancovicz), Kamień (Camen), Biskupice (Biscupicz), Czeladź (Czelacz); Z powyższych jedynie Będzin (Bandin/Bandzen) i Ciągowice (Sancovicz) leżały na terenach ówczesnego Państwa Polskiego. Te dwie parafie były również jedynymi parafiami dekanatu bytomskiego w XVI wieku poza dawnym Śląskiem (w tym księstwie siewierskim) pomimo reorganizacji sieci dekanalnej w XV wieku (w granicach Polski leżało jednak wiele miejscowości należących do parafii z siedzibami w granicach państwa czeskiego, np. z obszaru dzisiejszego Sosnowca podlegającemu do 1810 roku parafii mysłowickiej). 
W XV w. stworzono dekanat sławkowsko-bytomski (Decanatus Slawkoviensis alias in Bithom), liczący 25 parafii i opisany przez Jana Długosza w Liber beneficiorum dioecesis Cracoviensis. W okresie późniejszym siedzibę dekanatu przeniesiono ze Sławkowa do Bytomia, a w 1765 podzielono go na dekanaty bytomski i siewierski.
Po soborze trydenckim pierwszej wizytacji dokonał archidiakon krakowski Krzysztof Kazimirski na zlecenie biskupa Jerzego Radziwiłła w listopadzie 1598. Wiele kościołów w śląskiej części dekanatu była w rękach luteran. Wizytator spotkał się z wrogim przyjęciem w Bytomiu, pomimo że w rękach katolików znajdowały się dwa kościoły bytomskie św. Ducha i św. Małgorzaty, a ponadto kościoły w Chorzowie, Kamieniu, Michałkowicach, Bogucicach, Mysłowicach i Dziećkowicach. Część siewierska dekanatu pozostawała katolicka.
W latach 1747–1749 dekanat obejmował 33 parafie. Ówczesną liczbę katolików szacuje się 31127, żydów na 548, protestantów na 760 (luteran).
Od 1811 roku dekanat znajdował się pod zarządem diecezji wrocławskiej a ostatecznie przyłączony do niej został na mocy bulli papieża Piusa VII De salute animarum z 16 lipca 1821. Diecezję katowicką utworzono w 1925.